# 梁材遠
梁材遠（英語：Leung Choi Yuen，1950年12月7日—），人稱「材叔」，前香港無綫電視監製兼戲劇組製作部經理。

## 背景
梁材遠在早年分別曾就讀慈幼學校（1965年小六，與演員劉家輝，即冼錦熙為同屆同學），在1970年畢業於慈幼英文學校，在校時曾主辦校內音樂活動。1975年於香港浸會學院歷史學碩士系畢業，同年加入香港無綫電視，在《歡樂今宵》當見習編劇及資料搜集，隨後一度加入麗的電視擔任劇集編導。於1978年重返無綫電視後參與多部經典電視劇編導工作《抉擇》、《網中人》、《火玫瑰》等等。
1984年加入無綫電視藝員訓練班，1985年之後就晉升為監製，製作青春劇《中四丁班》，獲得「紐約電影電視節銅獎」。其後製作不少話題性的劇集，包括《誓不低頭》、《成功路上》、《回到未嫁時》等等。當中與韋家輝合作的《誓不低頭》，播出後創下高收視，震撼廣大觀眾，惟劇情牽涉警界黑暗面，遭政府機關抗議，香港電視廣播局罰款警告無綫。《誓》劇於海外錄影帶市場獲選為88年最受歡迎十大無綫劇之一。
1991年，梁材遠聯同連他於白韻琴、以及方剛的介紹下仍以部頭合約監製的身份形式轉投亞洲電視，曾在拍完《再造繁榮》及《豪門》兩劇的之後完成又回到TVB工作。
1994年，梁材遠終於重返無綫電視，翌年後並再升任戲劇組製作部經理，轉為策畫作品，策畫《情濃大地》、《茶是故鄉濃》、《酒是故鄉醇》等劇。他於2004年重回監製職業崗位，而他的風格轉為製作溫情倫理的成本電視劇，題材多元化，包括《舞動全城》、《金石良緣》、《老友狗狗》、《情越雙白線》、《隔離七日情》，以及具劇力的古裝劇，包括《滙通天下》、《紫禁驚雷》、《盛世仁傑》、《造王者》等，當中的《滙通天下》更獲新浪『2007粵港十年網娛盛典』最佳電視劇劇本獎。而《紫禁驚雷》更是2011年度收視第二高的古裝劇（僅次於萬凰之王）。
曾與馬浚偉、鄭則仕、鍾嘉欣、陳錦鴻、黃浩然、陳法拉、陳展鵬、姚子羚、唐詩詠、郭羨妮、黃嘉樂、苑瓊丹等是他的御用演員。當中以馬浚偉和鄭則仕合作最多，而鄭則仕回巢後參與的電視劇更全部是由他們的監製。至於而他所監製作品則與編審如吳肇銅、伍立光等合作較多。
2020年1月17日，梁材遠退休離開工作長達36年的無綫電視，《大醬園》亦因而成為其退休前之告別作。

## 作品列表

### 電視劇（無綫電視）

#### 監製
- 1985年：《種計》、《中四丁班》、《開心女鬼》
- 1986年：《孖寶太子》、《城市故事》
- 1988年：《誓不低頭》、《不再少年時》
- 1989年：《吉星報喜》、《相愛又如何》
- 1990年：《成功路上》、《回到未嫁時》、《走路新郎哥》
- 1994年：《方世玉與乾隆皇》
- 2000年：《大囍之家》
- 2006年：《飛短留長父子兵》、《滙通天下》
- 2007年：《寫意人生》、《舞動全城》
- 2008年：《金石良緣》
- 2009年：《老友狗狗》
- 2010年：《蒲松齡》、《情越雙白線》
- 2011年：《隔離七日情》、《紫禁驚雷》、《蓋世孖寶》
- 2012年：《盛世仁傑》、《造王者》
- 2013年：《初五啟市錄》、《情越海岸線》
- 2014年：《守業者》
- 2015年：《張保仔》
- 2016年：《火線下的江湖大佬》、《為食神探》
- 2017年：《我瞞結婚了》
- 2018年：《果欄中的江湖大嫂》
- 2019年：《街坊財爺》
- 2020年：《大醬園》

### 電視劇（無綫電視）

#### 編導、助理編導
待整理

### 電視劇（亞洲電視）

#### 監製
- 1991年：《再造繁榮》（與陳太源監製合作）、《豪門》

### 電視劇（ViuTV）

#### 監製、總導演
- 籌拍中：《大灣區人家》

### 電視電影（無綫電視）

#### 監製
- 1994年：虎膽虹威
- 1995年：末路危情、功夫特警、都市風暴
- 1996年：孽海狂花、黑鳥、飛虎雄風、歲月情真、的士810 III
- 1997年：賊至尊
- 2003年：妒火線
- 2004年：親子大綁架、冥約、歷劫驚濤、伴我驕陽

## 常用主要演員
只計在任監製時期（1980-2020年代），含參與客串，*代表該人為前TVB合約藝人或已逝世
- 12部：黃嘉樂*、李天翔*
- 10部：張國強*
- 9部：郭峰*
- 8部：龔嘉欣、馬浚偉*、楊明、邵美琪*
- 7部：許家傑、鄭則仕*、程可為
- 6部：黃浩然*、羅樂林、姚子羚、麥長青*、樂瞳*、葉凱茵
- 5部：李國麟、樊亦敏、盧宛茵、朱璇*、郭羨妮*、黃建東
- 4部：衛志豪、苑瓊丹*、李成昌、陳展鵬、岳華*、陳錦鴻*、曹永廉
- 3部：袁文傑、傅嘉莉、岑麗香*、鍾嘉欣*、陳煒、王卓淇*、唐詩詠*、鄧健泓*
- 2部：吳岱融、江嘉敏、何廣沛、黃智雯*、黃翠如、黃光亮*、洪永城、馬國明、陳山聰、蔣志光*、李施嬅*、黎耀祥、王子涵、徐子珊*

## 獎項
- 新浪『2007粵港十年 網娛盛典』：最佳電視劇劇本獎（《滙通天下》）

## 傳聞
- 有傳前香港無綫電視監製鄺業生於2004年離職是因戲劇分部副總監曾勵珍為保梁材遠才放棄鄺業生。根據報導，梁材遠的回應是「我一向宗旨是交到貨，有收視、保持水準及幫老闆賺錢。」[5]